# Ralph Querfurth
Ralph Querfurth (* 1979 in Erlangen, Bayern) ist ein deutscher Spieleredakteur und Spieleautor. Er ist einer der Erfinder der Brettspiel-Reihe Exit – Das Spiel.

## Leben
Querfurth studierte Informatik in Coburg. Nach seinem Studium begann er, beim Kosmos-Verlag als Spieleredakteur zu arbeiten.
Er hatte die Idee für Exit – Das Spiel und entwickelte das Konzept für diese Brettspiel-Reihe. Dabei wurde er von Sandra Dochtermann (Spieleredakteurin beim Kosmos-Verlag) unterstützt. Als Autoren für Exit – Das Spiel konnte der Kosmos-Verlag das Ehepaar Inka und Markus Brand gewinnen, mit denen Querfurth die Spiele entwickelte (Querfurth als Redakteur, Inka und Markus Brand als Autoren). Später wurde Querfurth Co-Autor bei mehreren Exit-Spielen.

## Erfolge
Brettspielturniere
- 2× Deutscher Meister im Brettspiel Carcassonne 2006 & 2023.[3][4]
- 1× Online-Team-Europameister im Brettspiel Carcassonne 2020.
- 4× Weltmeister im Brettspiel Carcassonne 2006,[5] 2008,[6] 2009[7] & 2010.[8]
- 1× Deutscher Meister im Kartenspiel Tichu 2008.

Brettspielauszeichnungen
- Kennerspiel des Jahres für Exit – Das Spiel: Die verlassene Hütte, Das geheime Labor, Die Grabkammer des Pharao 2017.[9]

## Ludographie
- Star Wars – Angriff der Rebellen, gemeinsam mit Sandra Dochtermann, Kosmos-Verlag, 2011
- Star Wars – Anakins Podrace, gemeinsam mit Sandra Dochtermann, Kosmos-Verlag, 2012
- Star Wars – Kampf gegen Darth Maul, gemeinsam mit Sandra Dochtermann, Kosmos-Verlag, 2012
- Exit – Das Spiel: Die unheimliche Villa, gemeinsam mit Inka und Markus Brand, Kosmos-Verlag, 2018
- Exit – Das Spiel: Das mysteriöse Museum, gemeinsam mit Inka und Markus Brand, Kosmos-Verlag, 2018
- Exit – Das Spiel: Die Katakomben des Grauens, gemeinsam mit Inka und Markus Brand, Kosmos-Verlag, 2018
- Exit – Das Spiel: Der Raub auf dem Mississippi, gemeinsam mit Inka und Markus Brand, Kosmos-Verlag, 2019
- Exit – Das Spiel: Das Tor zwischen den Welten, gemeinsam mit Inka und Markus Brand, Kosmos-Verlag, 2020
- Kannste Knicken, gemeinsam mit Klaus-Jürgen Wrede, Schmidt Spiele, 2021
- Echt Spitze, gemeinsam mit Klaus-Jürgen Wrede, Schmidt Spiele, 2022